# Andrzej Kaliwoszka
Andrzej Kaliwoszka (ur. 13 kwietnia 1938 w Brzeżanach, zm. 31 sierpnia 2020 w Piasecznie) – generał brygady WP, lekarz wojskowy, szef Służby Zdrowia WP w latach 1995-1998.

## Życiorys
W 1946 wraz z rodziną przeniósł się z ziem zagarniętych przez ZSRR do Kwidzyna, gdzie skończył szkołę podstawową i średnią. Od 1956 służył w WP w Łodzi, w 1963 skończył studia w Wojskowej Akademii Medycznej i został podporucznikiem. W 1965 awansowany na porucznika, w 1967 na kapitana, w 1971 na majora, w 1974 na podpułkownika. 1963-1968 lekarz Marynarki Wojennej w Gdańsku, a 1968-1976 lekarz w Kwatermistrzostwie Pomorskiego Okręgu Wojskowego w Bydgoszczy i m.in. szef wydziału i zastępca szefa oddziału. Od 1972 doktor nauk medycznych. Od 1976 w szefostwie służby zdrowia Głównego Kwatermistrzostwa WP, od 1977 pułkownik i zastępca szefa, a od 1982 szef tej służby. Od 1983 zastępca Głównego Kwatermistrza WP. Jesienią 1986 mianowany generałem brygady; nominację wręczył mu w Belwederze gen. Wojciech Jaruzelski. 1992-1995 szef Służby Zdrowia Sztabu Generalnego WP, a 1995-1998 szef Służby Zdrowia WP. Od stycznia 1998 w stanie spoczynku, mieszkał w Piasecznie.
1984-1989 wiceprezes Zarządu Głównego PCK.

## Odznaczenia
- Krzyż Komandorski Orderu Odrodzenia Polski (1985)
- Krzyż Kawalerski Orderu Odrodzenia Polski (1978)
- Złoty Krzyż Zasługi (1973)
- Srebrny Krzyż Zasługi (1968)
- Złoty Medal „Siły Zbrojne w Służbie Ojczyzny” (1980)
- Złoty Medal Za zasługi dla obronności kraju (1979)
- Medal 40-lecia Polski Ludowej
- Medal „Za umacnianie braterstwa broni” (ZSRR, 1984)[3]

I wiele innych.